# コルキューラ

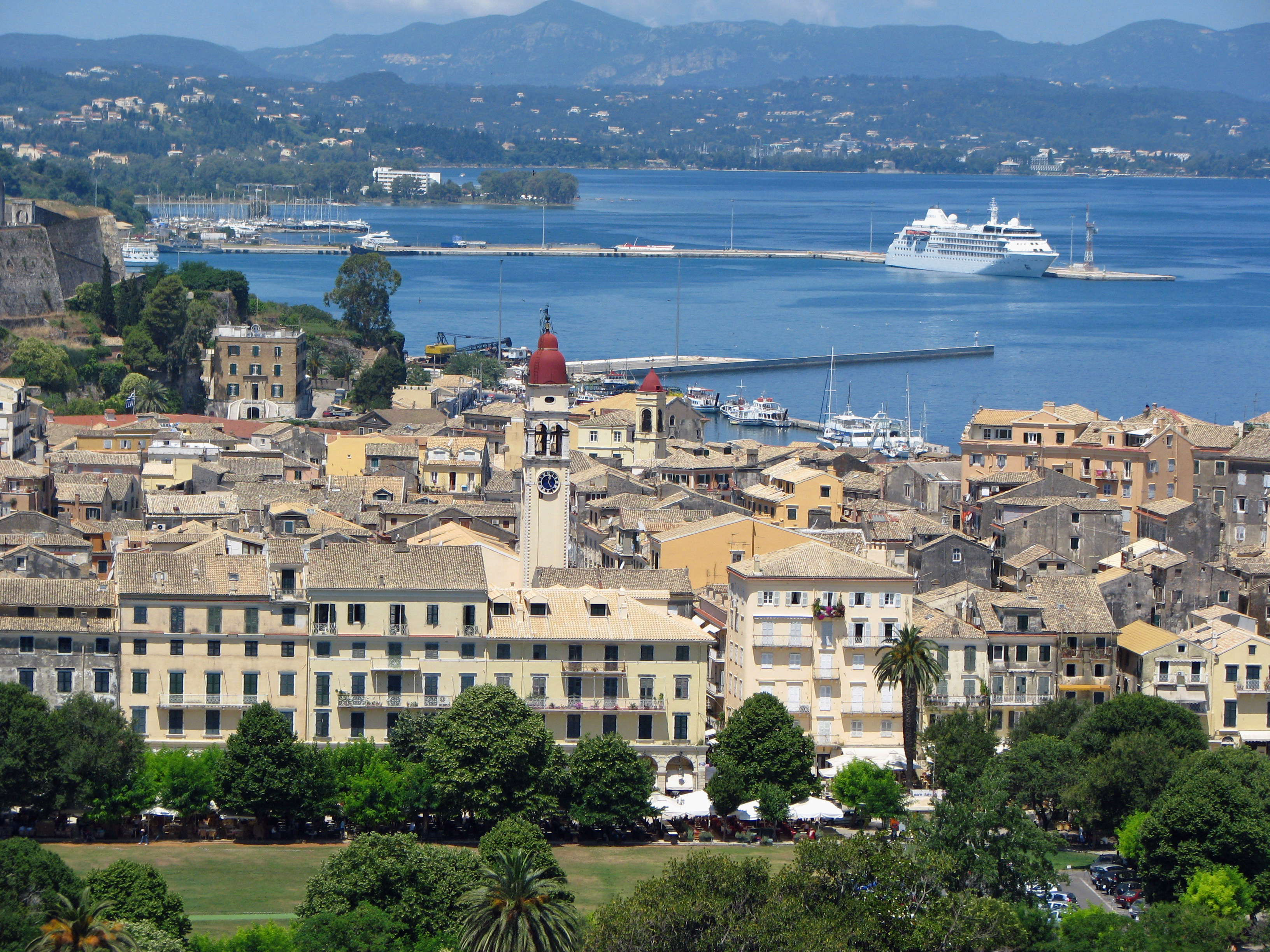
コルキューラ島（現在のコルフ島東海岸のケルキラ市）。

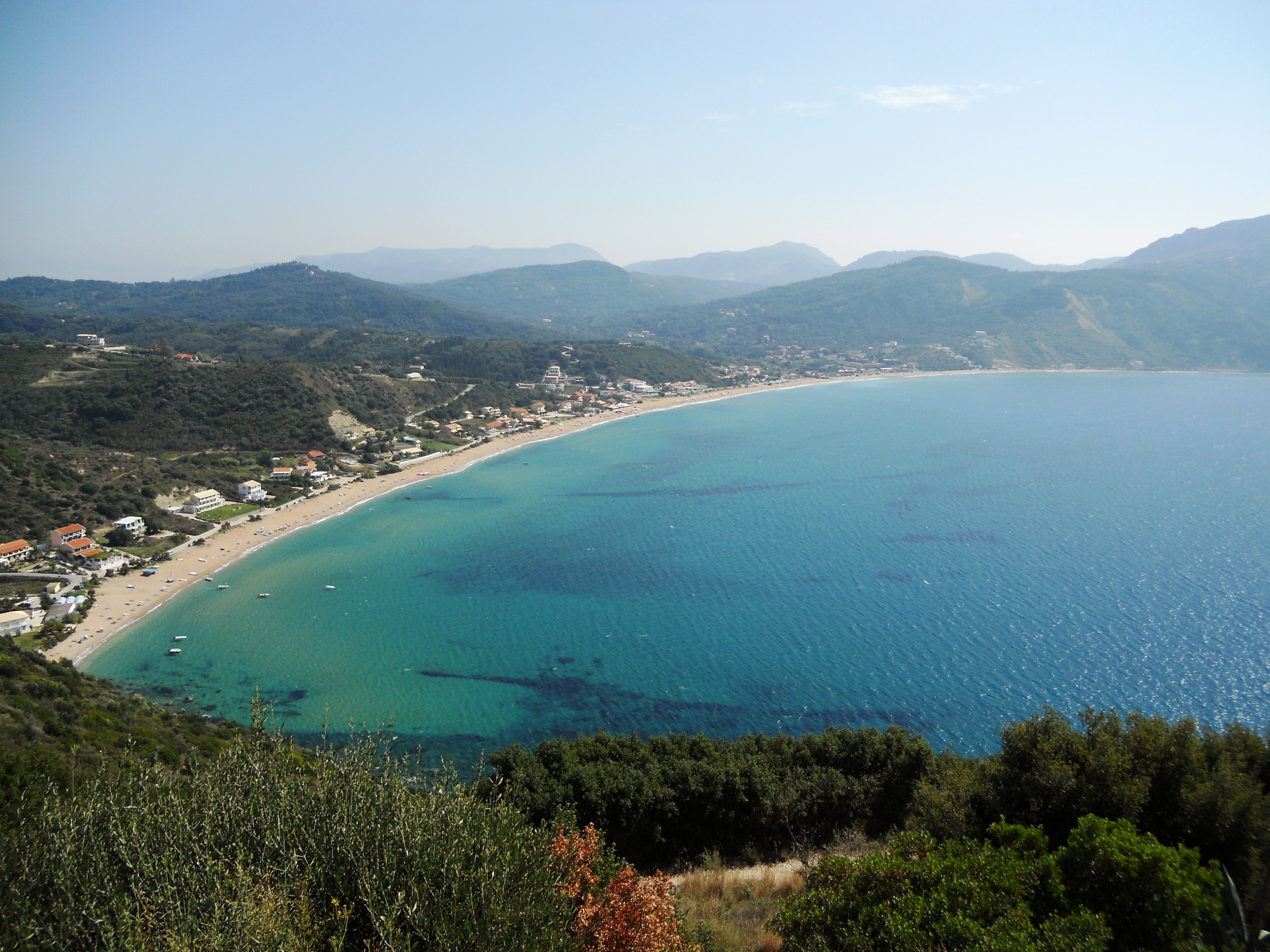
コルキューラ島（現在のコルフ島西海岸のアギオス・ゲオルギウス。

コルキューラ（古希: Κόρκυρα, Korkȳra）あるいはケルキューラ（古希: Κέρκυρα, Kerkȳra）は、ギリシア神話の女性である。長音を省略してコルキュラ、ケルキュラとも表記される。
河神アーソーポスとメトーペーの娘で、サラミース、ペイレーネー、クレオーネー、タナグラ、テスペイア、アーソーピス、シノーペー、オルニス、カルキス、アイギーナ、テーベー、ハルピンナと姉妹。コルキューラ島の名祖。海神ポセイドーンに愛されたことで知られる。

## 神話
コルキューラの父親がボイオーティア地方の河神アーソーポスであるか、それともプリウスとシキュオーンを流れるアーソーポス河神であるかという問題については、ロドスのアポローニオス、シケリアのディオドーロス、パウサニアースともに後者であるとしている。神話によるとコルキューラはポセイドーンにさらわれ、プリウスからイオニア海の孤島に連れ去られた。コルキューラはポセイドーンの息子パイアークスを生み、島は彼女にちなんでコルキューラ島と呼ばれ、住民は息子にちなんでパイアーケス人と呼ばれるようになった。一説によるとパイアーケス人の王アルキノオスはパイアークスの息子とされる。
パウサニアースは、コルキューラ島の名前はもともとは『オデュッセイアー』で言及されているスケリア島であり、コルキューラにちなんで名前が変わったと述べている。またパウサニアースは詩人ピンダロスがテーベー讃歌とゼウス讃歌の中で、コルキューラがポセイドーンに愛されたことを歌ったと証言しているが、両讃歌ともに現存していない。